# Drepanulatrix hulstii
Drepanulatrix hulstii là một loài bướm đêm trong họ Geometridae.